# Amblyctis terminatus
Amblyctis terminatus là một loài bọ cánh cứng trong họ Melandryidae. Loài này được Pascoe miêu tả khoa học năm 1882.